# Andrés María de Guzmán
Andrés María de Guzmán (Granada, España 1752-París, 5 de abril de 1794). Revolucionario francés de origen español.
Pertenecía a una familia de la nobleza española. Hijo de Juan de Dios de Guzmán y de Isidora Ruiz de Castro, realizó estudios militares en la Escuela Militar de Sorèze, nacionalizándose francés en 1781.
En 1789 se alistó en el ejército revolucionario, siendo coronel de caballería en 1793. Dirigente del Club de los Cordeliers, pasó a ser la mano derecha de Marat.
El 31 de mayo de 1793 hizo tocar a rebato (tocsin) las campanas de las iglesias de París, dando la señal para la revuelta contra los girondinos, por lo que luego se le llamó «don Tocsinos». Acusado de haber participado en la liquidación del grupo de los indulgentes de Danton, fue guillotinado el 5 de abril de 1794 en París.